# 洛罗佩尼
洛罗佩尼（Loropéni），又译作洛罗派尼，是布基纳法索南部的一个集镇，附近堡垒于2009年列入联合国教科文组织世界遗产名录，面积1.1130 ha，缓冲区面积278.4000 ha，遗址至少有1000年历史。

## 登录基准
该世界遗产被认为满足世界遺產登錄基準中的以下基準而予以登錄：
- （iii）呈现有关现存或者已经消失的文化传统、文明的独特或稀有之证据。

## 友好城市
- 法國 法兰西地区特朗布莱